# Polecam
Polecam je speciální kamerový jeřáb, upravený tak, aby byl mobilní a mohl jej přenášet kamerový operátor. Polecam tak nabízí řešení snímání nestatických záběrů, které kombinuje steadicam a technocrane. Slovo Polecam označuje samotný jeřáb, toto řešení jako celek, registrovanou obchodní značku i název společnosti, která tento jeřáb vyvinula.

## Konstrukce
Na jednom konci 1,5-6 m dlouhé tyče je kamera, usazená v otočné hlavě, která je schopna kameru otáčet kolem x, y i z; na druhém konci je závaží (jehož funkci zčásti plní nahrávací rozhraní SDI); v místě těžiště může stát buď operátor, do jehož popruhů je Polecam připevněn, nebo standardní stativ. Operátor má v dosahu své ruky joystick, ten (přes kontrolní jednotku) ovládá motorky vychýlení kamery ve všech dostupných směrech. Na tyči, několik dm před operátorem, je menší (7palcový, vysoce kontrastní) LCD monitor, který zobrazuje, co snímá kamera – operátor má tak okamžitou zpětnou vazbu a může obraz přizpůsobovat tomu, co v něm vidí.
Samotná tyč je modulární a vyrobená z uhlíkových vláken. Uvnitř je dutá, vedou jí tedy kabely mezi kamerovou hlavou a kontrolní jednotkou. Veškeré vybavení Polecam zabírá 35 kg ve dvou taškách pro samotný jeřáb a dvou menších pro příslušenství, samotný jeřáb váží kolem 20 kg. Napájen je z vlastní baterie s možností připojení z externího zdroje.

### Kamera a příslušenství
Na Polecam nelze připojit klasickou filmovou kameru – vždy se jedná o digitální kameru vyrobenou „na míru“ daného typu, které se dodávají i s příslušenstvím (objektivy, filtry, anamorfotické aj. předsádky apod.). Kamery pro Polecam (v současnosti (2008) založené na čipech firem Toshiba a Sony) z principu jeho konstrukce menších rozměrů (rozměr čipu většinou 1/3 palců, hmotnost celé hlavy okolo 0,5 kg), většinou je ale kvalitní (3CCD, s větším než standardním rozlišením, schopnou nahrávat v HDV). Je též možnost použít jednu ze dvou vodotěsných hlav pro natáčení pod vodou. Mezi příslušenství standardní patří i 125° rameno pro vhodnější natáčení z totálního rakursu a dálkové ovládání pro více kamer, s možností ovládání nahrávání (record/stop) i natočení hlav.

## Výhody a nevýhody oproti jiným řešením
- kombinuje mobilitu a kamerový jeřáb[5]
- vybavení Polecamu je skladnější než v případě steadicamu, při natáčení nepotřebuje dodatečná zařízení či pomůcky
- jednoduchost, vysoká mobilita, malý čas na přípravu (5-10[2], někde[5] uváděno 20-30 minut)
- levnější než steadicam[2] i technocrane
- nelze použít filmovou kameru
- kvalita obrazu omezena možností digitální kamerky

## Polecam Ltd.
Systém Polecam je chráněn patentem. Slovo Polecam je registrovaná obchodní značka anglické společnosti Polecam Ltd.